# Defenders of the Faith
Defenders of the Faith è il nono album in studio della band heavy metal britannica dei Judas Priest, pubblicato dalla Columbia Records il 4 gennaio 1984. Dall'album sono stati estratti i tre singoli Freewheel Burning, Some Heads Are Gonna Roll e Love Bites. È stato certificato disco di platino dalla RIAA per le vendite negli Stati Uniti.
L'album è stato ristampato nel marzo del 2015 per celebrare il traguardo del 30º anniversario dall'uscita originale, in edizione triplo CD con due dischi bonus contenenti il concerto tenuto dal gruppo a Long Beach, California, durante il tour promozionale di Defenders of the Faith.

## Il disco
È l'album che, seguendo l'acclamatissimo Screaming for Vengeance, continua l'evoluzione musicale dei Judas Priest. Si tratta di uno degli album più riusciti e che abbraccia uno stile sempre più "pesante" ma senza trascendere le inconfondibili sonorità del gruppo.

## Tracce
Testi e musiche di Glenn Tipton, Rob Halford e K.K. Downing, eccetto dove indicato.
1. Freewheel Burning – 4:22
2. Jawbreaker – 3:25
3. Rock Hard Ride Free – 5:34
4. The Sentinel – 5:04
5. Love Bites – 4:47
6. Eat Me Alive – 3:34
7. Some Heads Are Gonna Roll (Robert Halligan, Jr.) – 4:05
8. Night Comes Down – 3:58
9. Heavy Duty – 2:25
10. Defenders of the Faith – 1:30

Tracce bonus della ristampa del 2001
1. Turn On Your Light (Registrata durante le sessioni di Turbo nel 1985) – 5:23
2. Heavy Duty/Defenders of the Faith (Registrata dal vivo a Long Beach California, il 5 maggio 1984) – 5:26

### 30th Anniversary Edition - CD Bonus
Testi e musiche di Glenn Tipton, Rob Halford e K.K. Downing, eccetto dove indicato.
CD1
1. Love Bites – 5:16
2. Jawbreaker – 3:57
3. Grinder – 4:30
4. Metal Gods – 4:20
5. Breaking the Law – 2:57
6. Sinner – 8:11
7. Desert Plains – 5:04
8. Some Heads Are Gonna Roll (Bob Halligan Jr) – 4:30
9. The Sentinel – 6:07
10. Rock Hard Ride Free – 6:04

CD2
1. Night Comes Down – 4:28
2. The Hellion – 0:39
3. Electric Eye – 3:33
4. Heavy Duty – 2:33
5. Defenders of the Faith – 2:37
6. Freewheel Burning – 4:39
7. Victim of Changes (Al Atkins, Downing, Halford, Tipton) – 9:43
8. The Green Manalishi (Peter Green) – 5:46
9. Living After Midnight – 4:50
10. Hell Bent For Leather (Tipton) – 5:55
11. You've Got Another Thing Comin' – 8:51

## Formazione
- Rob Halford – voce
- Glenn Tipton – chitarra
- K.K. Downing – chitarra
- Ian Hill – basso
- Dave Holland – batteria

## Classifiche
| Classifica (2021) | Posizione massima |
| ----------------- | ----------------- |
| Grecia            | 35                |